# Pedro Carlos Florido
Pedro Carlos Florido fue un militar argentino, perteneciente a la Armada Argentina, que se desempeñó como gobernador de facto del Territorio Nacional de la Tierra del Fuego, Antártida e Islas del Atlántico Sur entre 1957 y 1958.

## Biografía
Ingresó a la Armada Argentina, integrando la Promoción 62 de la Escuela Naval Militar en 1936. En 1954, fue comandante del destructor ARA San Juan (T-9). Se retiró del servicio con el grado de capitán de fragata.
En marzo de 1957 fue designado gobernador del Territorio Nacional de la Tierra del Fuego, Antártida e Islas del Atlántico Sur por el presidente de facto Pedro Eugenio Aramburu. Desempeñó el cargo hasta junio de 1958, luego de la asunción presidencial de Arturo Frondizi.
Reorganizó la administración territorial, tras la derogación de la ley que creaba la provincia de Patagonia y el restablecimiento del Territorio Nacional de la Tierra del Fuego. Además, intervino el hospital de Río Grande. En enero de 1958, visitó el Destacamento Naval Decepción en la Antártida Argentina. Su secretario en la gobernación fue su sucesor, Ernesto Manuel Campos.